# Milorad Milutinović
Milorad Milutinović (serb. Mилopaд Mилутинoвић, ur. 10 marca 1935, zm. 12 lipca 2015) – piłkarz jugosłowiański grający na pozycji pomocnika.

## Kariera klubowa
Milorad Milutinović piłkarską karierę rozpoczął w klubie Partizan Belgrad. Z Partizanem trzykrotnie zdobył mistrzostwo Jugosławii w 1961, 1962, 1963 oraz Puchar Jugosławii w 1957.
W 1965 roku wyjechał do Szwajcarii, gdzie został zawodnikiem La Chaux-de-Fonds. Karierę zakończył jako grający-trener w Cantonal Neuchâtel.

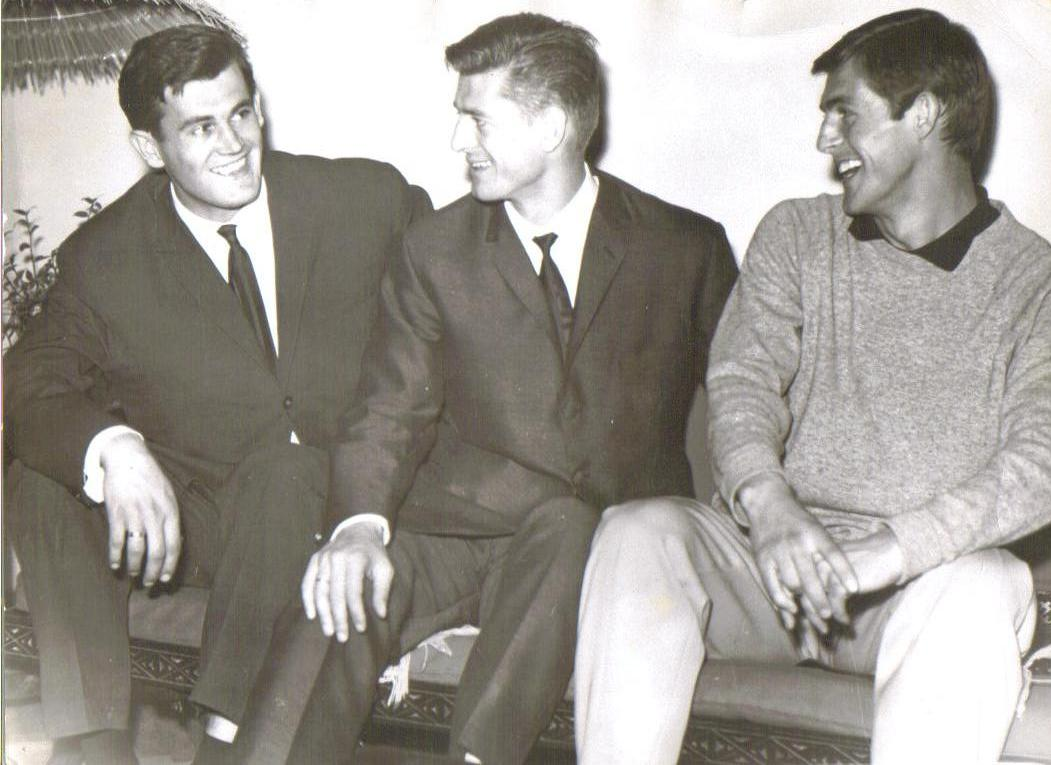

## Kariera reprezentacyjna
W 1958 Milutinović uczestniczył w VI Mistrzostwach Świata w Piłce Nożnej 1958. Na turnieju w finałowym w Szwecji był rezerwowym i nie wystąpił w żadnym meczu. Nigdy nie zdołał zadebiutować w reprezentacji Jugosławii.